# Zorzines semiprotrusa
Zorzines semiprotrusa är en fjärilsart som beskrevs av Inoue 1989. Zorzines semiprotrusa ingår i släktet Zorzines och familjen nattflyn. Inga underarter finns listade i Catalogue of Life.